# Белокрылая горлица
Белокрылая горлица (лат. Zenaida asiatica) — вид птиц из семейства голубиных.

## Распространение
Распространён в юго-западной части США, Мексике, Центральной Америке и Карибском регионе. С ростом урбанизации голубь расширил свой ареал в США. Появился он и на территории Канады. Вид был также интродуцирован во Флориду.

## Описание
Крупные голуби, чья длина достигает 29 см.

## Поведение
Самец и самка растят птенцов вместе. Партнёры и сиблинги нередко остаются вместе на всю жизнь.